# Буґай (Вжесінський повіт)
Буґай (пол. Bugaj, нім. Bügen) — село в Польщі, у гміні Мілослав Вжесінського повіту Великопольського воєводства.
Населення — 667 осіб (2011).
У 1975-1998 роках село належало до Познанського воєводства.

## Демографія
Демографічна структура станом на 31 березня 2011 року:
|          | Загалом | Допрацездатний вік | Працездатний вік | Постпрацездатний вік |
| -------- | ------- | ------------------ | ---------------- | -------------------- |
| Чоловіки | 349     | 57                 | 247              | 45                   |
| Жінки    | 318     | 56                 | 194              | 68                   |
| Разом    | 667     | 113                | 441              | 113                  |